# Stygionympha lannini
Stygionympha lannini är en fjärilsart som beskrevs av Van Son 1966. Stygionympha lannini ingår i släktet Stygionympha och familjen praktfjärilar. Inga underarter finns listade i Catalogue of Life.